# Edworth
Edworth – wieś w Anglii, w hrabstwie ceremonialnym Bedfordshire, w dystrykcie (unitary authority) Central Bedfordshire. Leży 19 km na południowy wschód od centrum miasta Bedford i 61 km na północ od centrum Londynu.